# Trox sonorae
Trox sonorae es una especie de escarabajo del género Trox, familia Trogidae. Fue descrita científicamente por Leconte en 1854.
Se distribuye por la ecozona del Neártico. Habita en Canadá (Alberta, Territorios del Noroeste, Saskatchewan), Estados Unidos (Dakota del Norte, Dakota del Sur, Misuri, Luisiana, Kansas, Texas, Nuevo México, Nebraska) y en China.
Mide 8-11 milímetros de longitud. Se encuentra en la carroña.